# Cal Bernat Joan
Cal Bernat Joan és una masia situada al municipi de Montmajor, a la comarca catalana del Berguedà.